# Schadensanalyse
Die Schadensanalyse ist ein systematisches Verfahren zur Ermittlung der Ursache des Versagens technischer Bauteile. Die hierdurch gewonnenen Erkenntnisse dienen der Verhütung weiterer Schäden, beispielsweise durch Tausch, Inspektion und Reparatur gefährdeter Bauteile oder gezielte Änderung in Konstruktion und/oder Fertigung. Als Ergebnis lassen sich häufig technische Regeln (Normen) ableiten, mit denen zukünftige Schadensereignisse in ihrem Ausmaß gemindert oder ganz vermieden werden können.

## Ziele einer Schadensanalyse
Das primäre Ziel einer Schadensanalyse ist die Ermittlung der direkten Schadensursache, die oft eine Vielzahl von Folgeschäden nach sich zieht. Beispielsweise kann durch das Versagen einer falsch produzierten Schraube (direkte Schadensursache, Primärschaden), die deswegen nicht die erwartete Beanspruchung erträgt, der Absturz eines schweren Maschinenteils ausgelöst werden, das viele weitere Schäden verursacht (Folgeschäden, Sekundärschaden). Als Ursache ist hierbei die Summe einer Vielzahl auslösender Faktoren zu betrachten, die alle zusammen erst zur Entstehung des Schadens führen konnte. Maßgeblich sind oft Einflüsse aus Produktion und Fertigung, konstruktive Mängel, falsche Werkstoffauswahl, Werkstofffehler, falsche Dimensionierung und unerwartete Beanspruchungen im Betrieb des Bauteils. Neben der Ursache ist auch oft der Ablauf  und Mechanismus des Schadens von Interesse, oft lässt sich die Ursache nicht ermitteln, ohne diese Prozesse vorher untersucht und verstanden zu haben.
Neben ungefährlichen Schadensfällen kann es aufgrund des Versagens technischer Bauteile zu Unfällen kommen, bei denen Menschen verletzt oder getötet werden. Umso wichtiger ist es aus der Schadensursache Maßnahmen zur Vermeidung weiterer Schäden herzuleiten. Dies kann durch Veränderung der Inspektionsintervalle beim Betrieb des Bauteils und eventuell notwendigen Austausch erfolgen oder bei Serienteilen auch zu groß angelegten Rückrufaktionen führen, bei denen die gefährdeten Bauteile durch konstruktiv geänderte, korrekt gefertigte oder aus einem anderen Werkstoff bestehende Teile präventiv ausgetauscht werden.
Bei der Schadensanalyse gesammelte Erkenntnisse schlagen sich oft in technischen Regeln nieder, die den Konstrukteuren und anderen am Produktentwicklungsprozess beteiligten Personen Hilfestellungen geben, um ähnliche Schäden in der Zukunft zu vermeiden, in ihrer Häufigkeit zu mindern oder ihrer Stärke abzumildern.

## Ablauf einer Schadensanalyse
Um eine Schadensanalyse erfolgreich durchführen zu können, ist es von großer Bedeutung, das Vorgehen sorgfältig zu planen, indem Art und Umfang der einzelnen Untersuchungsschritte festgelegt werden. Großer Wert muss auch auf die Durchführungsqualität dieser gelegt werden.
Die VDI-Richtlinie 3822 „Schadensanalyse“ gibt Hilfestellungen zur Festlegung des Untersuchungsablaufes und definiert die zu verwendenden Begriffe. Dadurch soll eine gute Verständlichkeit und Vergleichbarkeit verschiedener Schadensanalysen durch Anwendung der gleichen systematischen Vorgehensweise sichergestellt werden.

### Schadensbeschreibung
Der erste Arbeitsschritt der Schadensanalyse ist die Schadensbeschreibung. Ziel ist, das Schadensbild, also das Aussehen, Form und Lage des Schadens zu dokumentieren. Außerdem sollen wichtige konstruktive Merkmale und werkstoffkundliche Besonderheiten erfasst werden. Die Dokumentation kann sowohl durch Fotos als auch durch wörtliche Beschreibung erfolgen.

### Bestandsaufnahme
Nach Abschluss der Schadensbeschreibung wird in der Bestandsaufnahme das Umfeld des Schadensfalls genauer untersucht. Neben allgemeinen Daten z. B. zu Hersteller und Alter des defekten Produkts sollen vor allem Umwelteinflüsse erfasst werden, die den Schaden ausgelöst oder begünstigt haben könnten (Schadensanamnese). Dies können auch besondere Ereignisse sein, die sich evtl. vor dem Versagen einer Komponente ereignet haben. Ebenfalls erfolgt eine Beschreibung der Funktion des Bauteils im Kontext der Beschreibung des Gesamtsystems. Wichtig sind weiterhin Daten zu eventuell gehäuft auftretenden Schäden.

### Schadenshypothese
Mit Hilfe der bis hierhin gesammelten Informationen und der Erfahrung des Untersuchungsteams lässt sich nun eine erste Schadenshypothese formulieren. Hierzu wird aus dem makroskopisch sichtbaren Schadensbild und den vorhandenen Daten eine wahrscheinliche, hypothetische Schadensursache aufgestellt, die durch die Anschließenden Untersuchungen bewiesen werden soll.

### Instrumentelle Analyse
Anhand der aufgestellten Schadenshypothese wird ein Untersuchungsplan erstellt, mit dem die Hypothese bewiesen werden kann. Dazu werden auch Untersuchungen durchgeführt, mit denen die Hypothese sicher widerlegt werden kann. Als Untersuchungsmethoden kommen alle zerstörenden und zerstörungsfreien Methoden der Werkstoffprüfung zum Einsatz. Hierbei ist es wichtig, die Probenentnahme genau zu planen, um nicht Beweismaterial zu zerstören oder Untersuchungen nicht mehr durchführen zu können. Hilfreich ist häufig auch die Simulation oder Nachstellung des vermuteten Schadensablaufs in Versuchen.

### Untersuchungsergebnisse
Die aus der Analyse resultierenden Ergebnisse werden nun genutzt, um sie mit der Schadenshypothese zu vergleichen. Zeigen die Untersuchungen eindeutige Hinweise, die für die Hypothese sprechen, so kann nun die Schadensursache mit guter Wahrscheinlichkeit ermittelt werden. Oft ist es aber auch erforderlich die Schadenshypothese aufgrund der gefundenen Erkenntnisse zu überarbeiten und mit neuen Untersuchungen zu untermauern.

### Schadensursache
Sieht man die Schadenshypothese als bestätigt an, so ist die Schadensursache als gefunden anzusehen. Sie wird, aufgeschlüsselt nach primären und sekundären Schadenseinflüssen, dokumentiert.

### Schadensabhilfe
Aus der Schadensursache werden nun Maßnahmen zur Prävention weiterer Schäden oder auch sofort notwendige Vorkehrungen getroffen (z. B. Rückrufaktionen).

### Bericht und Wissensmanagement
Die Schadensanalyse wird abschließend in einem Bericht dokumentiert, der alle wichtigen Informationen aus den vorangegangenen Teilschritten enthält. Durch geeignete Maßnahmen (Wissensmanagement) wird weiterhin die Zugänglichkeit und Aufbewahrung für zukünftige Verwendung sichergestellt.